# Greta dercetis
Greta dercetis är en fjärilsart som beskrevs av Doubleday 1847. Greta dercetis ingår i släktet Greta och familjen praktfjärilar. Inga underarter finns listade i Catalogue of Life.

## Bildgalleri

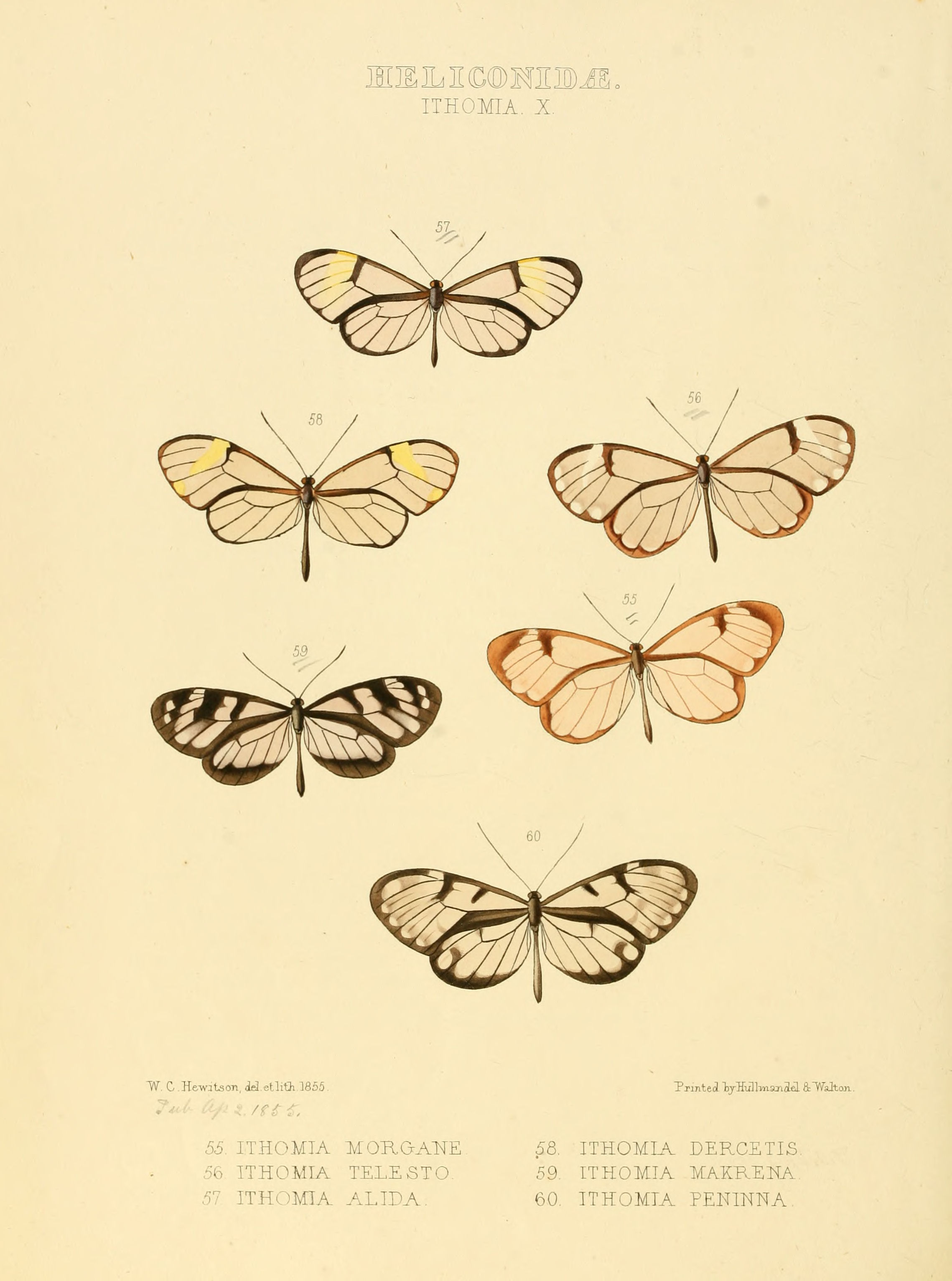